# 吉田司家

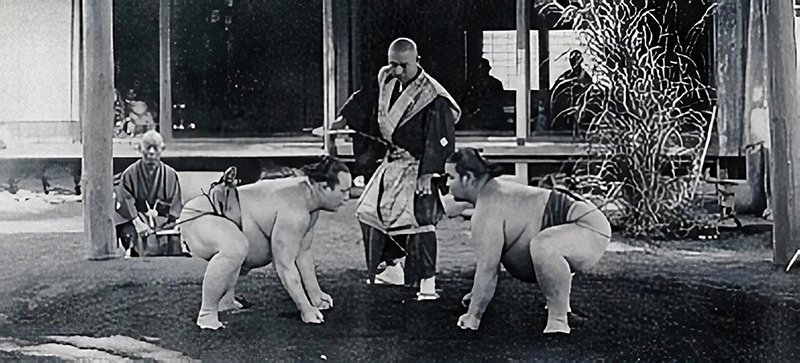
常陸山（左）と2代梅ヶ谷（右）に立合いを指導する23世吉田追風（中央）明治36年（1903）11月2日熊本市吉田司家自宅相撲場

吉田司家（よしだつかさけ）は、現在まで800年以上の歴史を持つ、相撲の司家、家元である。

## 歴史

### 吉田家のはじまり
朝廷の三度節の一角をしめるのが「相撲節会」である。この節会において相撲式を指導し、行司の始祖とされる人物が志賀清林である。志賀家は彼の死後も代々行司の家を勤めていた。その後節会相撲の中断とともにその家も断絶した。志賀家が途絶えた後、同家に受け継がれてきた故実や伝書は、吉田家初代吉田豊後守家次に受け継がれた。相撲節会は、平安中期以降「相撲召合」と呼ばれ規模が縮小され、保元3年（1158年）と承安4年（1174年）を最後に廃絶したが、吉田家は文治2年（1188年）6月、吉田家始祖吉田豊後守家次が朝廷相撲節会復興に際して、後鳥羽天皇に召され、相撲の行事官を命ぜられ「獅子王団扇」「木剣」を賜り、その名「追風」を賜ったことからその歴史が始まる。

### 吉田家中興の祖13代追風吉田長助
永禄元年（1558年）正親町天皇は相撲節会を復興することになり13代追風吉田長助を召出し、行事官を命じ無事にその勤めを果たし、賞として「マカロウ」団扇を勅賜した。続いて元亀2年（1571年）関白二条晴良から「一味清風」の団扇、また関白近衛晴嗣から式に使用するための「烏帽子、唐衣四幅袴」を授けられた。さらに唐人馬氏から「網代作の団扇」が贈られた。天正年中（1573年 - ）には織田信長に召され、信長の望みによって初めて相撲に団扇に代わり采配を用いた。恩賞として信長より「団扇」を贈られた。その後豊臣秀吉に招かれ行司を務め五三の桐紋を刻んだ「日月の団扇」を授与された。又慶長年中（1596年 - ）に徳川家康に招かれて江戸に下り武家相撲の規式を定め「葡萄団扇」を授与され、相撲でそれまでの三番一得を一番勝負とし、関に弓、脇に弦、結に矢の勝賞を与えることにした。（この事は現在の大相撲千秋楽結び前の三番の取り組みの懸賞として継承されている）

### 吉田家15代追風吉田長助肥後細川藩に武家奉公する
この時に至って朝廷節会相撲は久しく行われず、長助は家道の失墜を危惧し、関白二条光平に武家奉公を内願したところ、朝命あって許可され、寛文元年（1661年）肥後3代藩主細川綱利に武家奉公した。この細川綱利は大の相撲愛好家で御手木組（おてこぐみ）という相撲屋敷を定め、多くの力士を輩出した。その中に不知火諾右衛門、不知火光右衛門の二人の横綱がいた。そして江戸、大坂、京都の相撲集団は江戸相撲年寄を中心として格式や正当性を吉田家に求める動きがは始まった。吉田家が相撲集団に本格的に故実を授与するようになったのは16代追風吉田善左衛門からである。享保14年（1729年）3月伊勢海五太夫は熊本に来て「故実門人」及び「式字説」を授与され、併せて相撲全般故実を伝授された。同じく綾川五郎次（二代目横綱）に故実門人を授与。そして寛延2年（1749年）8月、5代目木村庄之助に軍配の総の色、緋房、上草履の免許状を授与され、江戸の目代を命じられている。そして同年、丸山権太左衛門（横綱を授与せりの記述あり、三代目横綱）に故実門人を授与。このように相撲会所役員や行司をはじめ、元力士の親方たちが続々吉田家の門人になっていった。

### 吉田家19代追風吉田善左衛門「横綱」を考案し相撲の諸式全てを制定する
天明6年（1786年）19代追風は「吉田追風家」という行司最高地位を確立し、全国の行司の家を統制した。木村庄之助や木村瀬平の一門はいうまでもなくその門流である式守家も関西の岩井家も吉田追風の門弟として行司界が確立統制されたのである。故実門人に差加えられた行司に吉田家の藩主・細川斉玆の許可で吉田追風が帯刀を許し、併せて細川家の陣羽織を授与した。特に立行司としての帯刀は吉田追風の直門人としての威厳を保つもので、相撲での差し違いで切腹する意味ではない。（現在、相撲放送を含め間違って語られている）そして19代追風は相撲界に「横綱」を考案し出現させ免許したばかりでなく、将軍上覧相撲の様式、武家相撲、勧進相撲などの様式、作法など今日の相撲の様式は19代追風によって確立制定されたものである。又、江戸大坂、京都の相撲会所を統制し、寛政元年（1789年）11月19日江戸細川藩邸で谷風梶之助、小野川喜三郎に「横綱」を免許し「故実門人」を授与した。それから寛政3年と同6年両度にわたり、11代将軍徳川家斉を迎えて上覧相撲が行われた。その挙行内容も荘重を極めたもので二回の上覧とも19代追風が祭主となり方屋開、方屋開口を木村庄之助、式守伊之助を脇行司に従え執り行ったのはいうまでもない。（この時19代追風の方屋開口の詞が連綿と現在の大相撲初日の前日に行われる土俵祭りの方屋開口に受け継がれている）そして興行としての勧進相撲に伝統と格式を与えて継続させたのが歴代の吉田追風であった。この巧妙に象徴化された原点は相撲故実の家元、吉田追風の勧進相撲参画から始まったのである。それから時代が下がって横綱をめぐって京都五条家と吉田家の間に紛争が生じ、文政6年（1823年）玉垣額之助、柏戸利助に横綱を授与した五条家は京都の公家で相撲故実の家を標榜し、横綱様の注連縄と紫化粧回しを免許することで吉田家に対抗しようとした。しかし小身の分家で武家に対抗して、肥大化した三都の相撲組織を精力的に指導牽引するエネルギーを持ち合わせておらず、結局大藩細川家を背景とした吉田家の権威に屈服した。そして江戸相撲会所は文政11年（1828年）20代追風に教えを乞うべき再入門を果たし、徳川幕府から改めて「本朝相撲司」たる由緒を承認されたのである。

### 吉田司家と日本相撲協会（相撲会所）
「明治時代」
◆国技相撲の危機を突破した23代追風吉田善門
明治の相撲の存続の危機を救ったのは23代追風吉田善門である。明治10年（1877年）西南戦争が起こり、22歳の善門は熊本士族隊の一員として西郷隆盛に加担し戦い、敗れて熊本に帰った。明治維新は欧化万能の風潮を生みながら、あらゆる伝統、慣習を破壊しようとした時代で明治6年（1873年）7月10日、太政大臣・三条実美による「違式詿違」が公布され、とりわけ相撲は「衆人環視の中で裸になって取り組む誠に野蛮極まるもので国辱だ」という論が新政府の官僚からも上がり、もはや相撲の古例旧式を顧みるものはなく、あるものは土角力ばかりといった有様になった。そして新たな締め付けとして明治11年（1878年）2月5日大警視・川路利良より「角邸並行司取締興行場取締規則」が公布され、さらに厳しい規則がとられた。そこで明治15年（1882年）4月改めて相撲廃止論に墳恍し、その極めに達した善門は上京し、相撲会所年寄、伊勢海五太夫以下年寄、行司などを呼出し今後は必ず旧例故実を重んじ準拠すべきことを契約させ、まず相撲界内部を引き締め統制しそして警視総監・樺山資紀に対し、相撲廃止の無謀、不都合極まりないことを説き伏せる覚悟をもって、海江田信義（旧薩摩藩士）、後藤象二郎（旧土佐藩士）、井上毅（大日本帝国憲法草案者）に応援を求め、三か月の血のにじむような直談判を重ねた結果、同年7月4日遂に樺山より次のような許可を貰った。「書面何之趣者当庁成規ニ触候儀無之拠事」つまり「何ら規則に触れるようなことはない」という達しを交付され古式相撲の許可を与えられたのである。思えばその時は相撲にとって危機一髪、善門の必死の防衛活動がなかったら古式相撲も何もなかったであろう。その後、善門の助言に従い相撲会所は独裁運営を改め、それまでの役職であった「筆頭」「筆脇」などの名称を明治16年（1883年）5月場所から「取締」「副取締」などに変更した。そして吉田追風家の故実に基づき行司木村家には軍配を上から把持させ（陰を指す）、式守家には下から把持させ（陽を指す）ることを厳格に徹底させた。また明治31年（1809）12代横綱であった陣幕久五郎が熊本へ善門を訪ねて来た。東京富岡八幡宮に「横綱力士碑」を建立するために「横綱記念碑建設之趣旨」「横綱記念碑之図」を持参し、歴代横綱の順位と免許月日を乞うてきた。その碑は明治33年（1900）設立された。
◆大坂相撲協会を破門
明治38年4月大坂相撲協会の若島権四郎に横綱免許したが、巡業中に大怪我し引退したので、すぐに次の横綱として大木戸森右衛門の横綱免許願いを23代追風善門に申請したが、まだ気品に乏しく、時期がまだ早いとして却下した。ところが大阪相撲協会では勝手に大木戸に横綱免許してしまった。そのことが吉田家に伝わると大阪相撲協会の処置は吉田家の存在を無視し、名誉ある相撲道の最高権威を冒涜するものであると、大坂相撲協会を破門する旨通知した。3年ばかりたった明治45年（1912）大阪相撲協会、東京相撲協会、京都相撲協会代表が内揃って熊本に来て謝罪したので、帰参を認め翌12月大木戸森右衛門に正式に横綱免許状を授与した。
◆相撲協会に訓告を発する
23代追風善門は梅ヶ谷、常陸山の黄金期などで相撲が隆盛になってきたのを喜ぶ反面、大阪相撲協会の問題からせっかく心血を注いで築き上げた相撲道を、今にしてこれに一段の粛清を加えなければ、斯道の衰退をもたらす要因となることを危惧し、明治41年（1908）6月9日九段の靖国神社の拝殿に相撲協会の年寄、幕内、十両以上の力士並びに行司免許の総参集を求め、一同列座の中で善門は訓告を発しそれを読み上げ、その文を相撲協会取締雷権太夫に交付し、さらに相撲道のため相撲関係者の心構えと責任を説くところがあった。
◆両国国技館の開館
明治42年6月2日両国国技館が新築落成し、相撲協会から23代追風吉田善門に開館式の臨席を乞うてきた。上京後、直ちに伊勢海宅に入り別火室を作り、木村庄之助、式守伊之助を伴って3日間の別火潔斎をなし、開館式の前夜午前3時家伝の地鎮祭を木村庄之助、式守伊之助を脇行司執行した。この後取締雷は善門に常設館の名称を「国技館」と決定したい旨伝えていた。開館式で23代追風善門は前夜と同じ烏帽子、狩衣の姿で木村庄之助、式守伊之助を脇に従え方屋開口、方屋開き祝詞を奉じた。そして祭服を改め、唐衣四幅袴を着し、常陸山、梅ケ谷の両横綱による三段の構えを相撲で初めて披露した。この開館式の委員長は板垣退助伯爵であった。
◆行司の装束を変更する
明治時代に入ると行司の髪型洋風化の影響を受け、ちょん髷から洋髪や丸刈りに変わった。しかし服は江戸時代と同じ裃だった。雷取締、尾車検査役はこの際、調和のとれた服に変更したいとの考えを持ち、23代追風善門に選定を依頼した。善門は家伝の故実を調べ鎌倉時代（吉田家が発生した）の鎧直垂を選んだ。これは鎌倉武士が鎧の下に着る直垂である。そして当時の侍烏帽子を被らせることにした。明治43年（1910）夏場所からこの装束に統一した。そして胸に四個、袖に四個、背中に二個、袖中央に四個、横に四個合計十八個の階級を表わす菊綴を着けた。
◆軍配の房の色で階級を表示
行司の免許は吉田追風の専権事項であるが、国技館開設（明治42年）を機に行司の軍配の房、菊綴、胸紐や括紐などを色で表した。立行司は紫色、三役格緋色で上草履の許可を吉田追風が免許。以下幕内が紅白、十両格が青白、幕下以下が黒と明確に規定した。
◆風紀を正す改革
23代追風善門は雷取締と国技館開設を機に力士の芸人根性を払拭するために、まず土俵への投げ祝儀、投げ花の禁止から着手し、品格ある身なりにするために関取は絹地紋付羽織袴で場所入りする事を義務付けした。これは地方巡業においても同様である。
「大正時代」
◆呼出し長谷川勘太郎に「點唱」（てんしょう）の称号を授与
相撲界のある意味裏方として豪放磊落に飛び回る八角部屋の「呼び勘」こと長谷川勘太郎は八歳で豆呼び出しとなり黄金声を喉の奥に持つ稀代の呼出しで「呼び勘」が錬成の喉で呼び上げる常陸山、梅ケ谷を観衆は聞き酔いしれた。大正2年（1913）秋には勘太郎の発案で「呼出し太鼓塚」」が両国回向院に建碑された。23代追風善門は大正2年10月2日長谷川勘太郎に呼出しとして最高の名誉称号として「點唱」を授与し、その業績を称えた。この點唱とは他人が真似できない練成の喉のことを称賛したものである。
◆学生横綱に「練絹」を授与
大正8年10月大坂毎日新聞社は初めて全国学生相撲選手権を開催することになった。同社5代目社長・本山彦一は、熊本の幼馴染で旧知の間柄である23代追風吉田善門に大会個人優勝者に横綱を授与して欲しいと懇願してきた。善門は快諾し、アマチュアの横綱であることから「横綱」ではなく「練絹」としての「絹手綱」を授与することにした。第一回個人優勝者神戸高商・田中四郎に「絹手綱」を善門から授与された。
◆再建両国国技館開館式
大正9年（1920）1月15日先に罹災した国技館の再建なってその開館式が行われた。この開館式で23代追風吉田善門は圧巻の演出として前代未聞の横綱土俵入りに三横綱を同時に上げ、善門自らも軍配を把持して行司を執り横綱・大錦卯一郎、露払い横綱・鳳谷五郎、太刀持ち横綱・栃木山守也を従えての圧巻の土俵入りを演出した。（この善門の演出が後の引退横綱土俵入りの慣例となった）
◆大日本相撲協会の財団法人化
23代追風善門からそれぞれ故実門人を授与されていた出羽海梶之助、入間川七五郎、井筒嘉次郎、高砂浦五郎が中心となり財団法人を設立するための趣旨を善門に説明し助言を求めて来た。そして文部省に財団法人を設立するに至り、大正14年（1925）9月30日申請書を提出し、同年12月28日文部大臣・岡田良平から認証を受けた。そして要職の一部を相撲協会の外からと助言した善門の意見を受けて昭和3年（1929）から相撲協会の組織の整備を始めた。　　　　　　
財団法人大日本相撲協会新役員
外部役員として　会長・福田雅太郎（陸軍大将）　理事長・広瀬正徳（元陸軍主計中将）　財務主任・西岡静太郎（陸軍大佐）が就任した。
「昭和時代」
◆昭和5年（1930）昭和天皇の天覧相撲（宮中覆馬場）
75歳になった23代追風善門は一世一代の光栄としてその式を司り、祭主としてその勤めを果たした。
◆昭和6年（1931）昭和天皇の天覧相撲（宮中覆馬場）
この天覧を契機に土俵の広さが13尺だったものを15尺に変更しても故実に問題ないかとの相談が入間川、出羽海から23代追風善門にあり、問題ないと判断した善門は記者会見で発表した
◆二十代木村庄之助に「松翁」を授与
23代追風善門は大日本相撲協会から襲名承認の申請を受けて、昭和10年（1935）6月承認証を授与した。吉田司家がこれまで認めた「松翁」は二人で、最初は天保7年（1836）から12年まで20代追風吉田善左衛門が許した8代目木村庄之助である。
◆23代追風吉田善門死去
善門は昭和14年（1939年）9月12日この世を去った。まことに善門の生涯は、相撲に生き相撲に死すといった充実したもので、その中には日本が世界に誇る伝統文化の精華ともいうべき、国技たる相撲道興隆のため、終始一貫闘ってきた尊い歴史である。善門は国技としての相撲道は心を治め、気を養い、体を整えるという「心・気・体」の調整鍛錬により手芸を覚え、満身の力を発揮し、心身を鍛錬して日本人としての生命の真価を発揚し、日本精神を体現する事こそ相撲の根本義であると、相撲哲学を説いていた。日本相撲協会に対しても「君臨すれど統治はしない」という吉田追風としての矜持を終生貫いた。23代追風として在位69年、横綱免許授与は明治10年境川浪右衛門から昭和12年の双葉山定次まで23名で、行司免許授与は明治25年、15代木村庄之助から昭和13年式守園蔵まで25名を数えた。

### 吉田司家その後
◆吉田追風として横綱免許した160年の最後の横綱東富士欣一
23代追風吉田善門の後を継いだのはその嫡孫吉田長喜である。昭和24年（1949年）3月吉田司家相撲三神前で東富士欣一の横綱免許式が厳かに行われた。戦後期待した相撲の時代が来ることはなく、経済的な不許の嵐が相撲界を吹きまくり吉田家もこの波に抗しきれず、次第に難渋に陥った。この苦境に24代追風長喜は努力したが無理がたたって再三問題となってしまった。昭和25年（1950年）11月12日堺大浜の全国学生相撲選手権大会の席上24代追風吉田長喜は引退を表明した。このため、吉田司家に代わるものとして急遽横綱審議委員会が設立された。
◆横綱審議委員会
昭和25年1月横綱審議委員会を設立し、5月審議規約を定めた。これにより協会が横綱にしたい力士があると、従来は吉田司家に横綱申請することになっていたのであるが、以降は協会が横綱審議会に諮問して、同意を得て協会が決定することになった。そして従来吉田家邸内で行っていた横綱免許式を明治神宮で協会が主催する横綱推挙式となり、それに25代追風を継いだ吉田長孝が出席し、協会理事長が横綱推挙状、吉田追風が横綱、故実門人、故実書を授与することになった。25代追風長孝がこの推挙式で横綱を授与したのは、41代横綱千代の山から59代横綱隆の里まで19人である。（千代の山から朝潮までは25代追風長孝が幼少につき、後見人が授与）

### 相撲界との関係中断
昭和57年（1982年）11月7日は、吉田家初代吉田豊後守家次の750年の忌辰であった。その750年祭が、日本相撲協会春日野理事長をはじめ、横綱北の湖、若乃花、千代の富士、木村庄之助、式守伊之助らが参列し、吉田司家邸内で行われた。式終了後、春日野理事長は歴代追風が眠る墓前に足を運んだ。その後直会が行われ、その挨拶の中で「熊本に相撲博物館を」という提言があり、25代追風吉田長孝は勤務していた熊本市役所を退職し、財団法人設立に取り組む事になった。上京し文部省初等中等教育長高石邦男の指導の下、ほぼその財団設立の道筋が見えて来た時、熊本で宗教法人吉田司家の職員が関係する金銭不祥事が発生。財団法人設立が絶望となり、25代追風吉田長孝はその代表役員として全責任を負い、謹慎することになり、財団設立に協力していた関係者に謝罪を重ねた。そして昭和61年（1986年）大相撲名古屋場所前愛知県の宿舎に春日野理事長を訪ね事情を説明し謝罪を行い、そして明治神宮での横綱推挙式で吉田追風が授与してきた「横綱」の授与を当面の間、理事長に代行するよう依頼し了承された。このことは後に春日野理事長から「日本相撲協会と吉田司家の関係」については吉田家の内部が改善されるまで中断する事とし、その事が日本相撲協会から公文書として吉田司家、熊本県知事、熊本市長宛に提出されている。莫大な負債を負うことになった25代追風吉田長孝は、全ての財産、資産を処分して、その負債を全て完済した。平成27年（2015年）、「相撲三神」の神霊を熊本市から阿蘇市へ、「仮殿遷座祭」を行い移転した。25代追風吉田長孝は、吉田家に伝わっている国技相撲の貴重な原点財産の保全、相撲史研究、編纂に取り組んでいる。

## 吉田司家に伝わる団扇や伝書等
- 志賀氏から受け継いだ相撲の故実・伝書や後鳥羽天皇より勅賜の「獅子王の団扇」・「木剣」・正親町天皇勅賜の「マカロウの団扇」・関白二条晴良公下賜の「一味清風」の団扇・唐人馬氏「網代作団扇」・織田信長下賜の「団扇」・豊臣秀吉公下賜の「日月団扇」・徳川家康公下賜の「葡萄団扇」・寛政上覧相撲図絵・上覧相撲恩賞目録・野相撲の図・仏法即相撲・相撲行司大意之巻・相撲故実書・故実例式之巻・相撲十ヶ條・式字説・秘伝書・四十八手伝立・武家相撲開口・勧進相撲云立・方屋敷云立・そりの云立・四十八手解説・相撲来歴・相撲方諸国・相撲大意之巻・相撲故実三ヶ條・相撲行司大意之巻・相撲秘伝・横綱之故実・力士心得掟書・横綱之図・歴代横綱紀起請文・横綱免許願・歴代行司起請文・歴代行司免許願い・歴代追風肖像画・その他、相撲関係古文書・資料等多数。

## 吉田司家の著本
- 著者 吉田長孝『原点に還れ〜国技相撲廃止の危機を突破した男 吉田司家二十三世追風 吉田善門』発行　熊本出版文化会館　発売　創流出版　ISBN 978-4-915796-88-3
- 著者　吉田長喜「ちから草」19代吉田追風150年記念　昭和42年10月8日発行

## 関連資料
この記述は全て吉田司家所有の徳川幕府に提出された「吉田家由緒書」（控）及び吉田家歴代追風の備忘録（忘備録と書かれているものもあり）、私記、雑記、覚書等を詳細に閲覧し、構成したものです。